# Hengdian World Studios

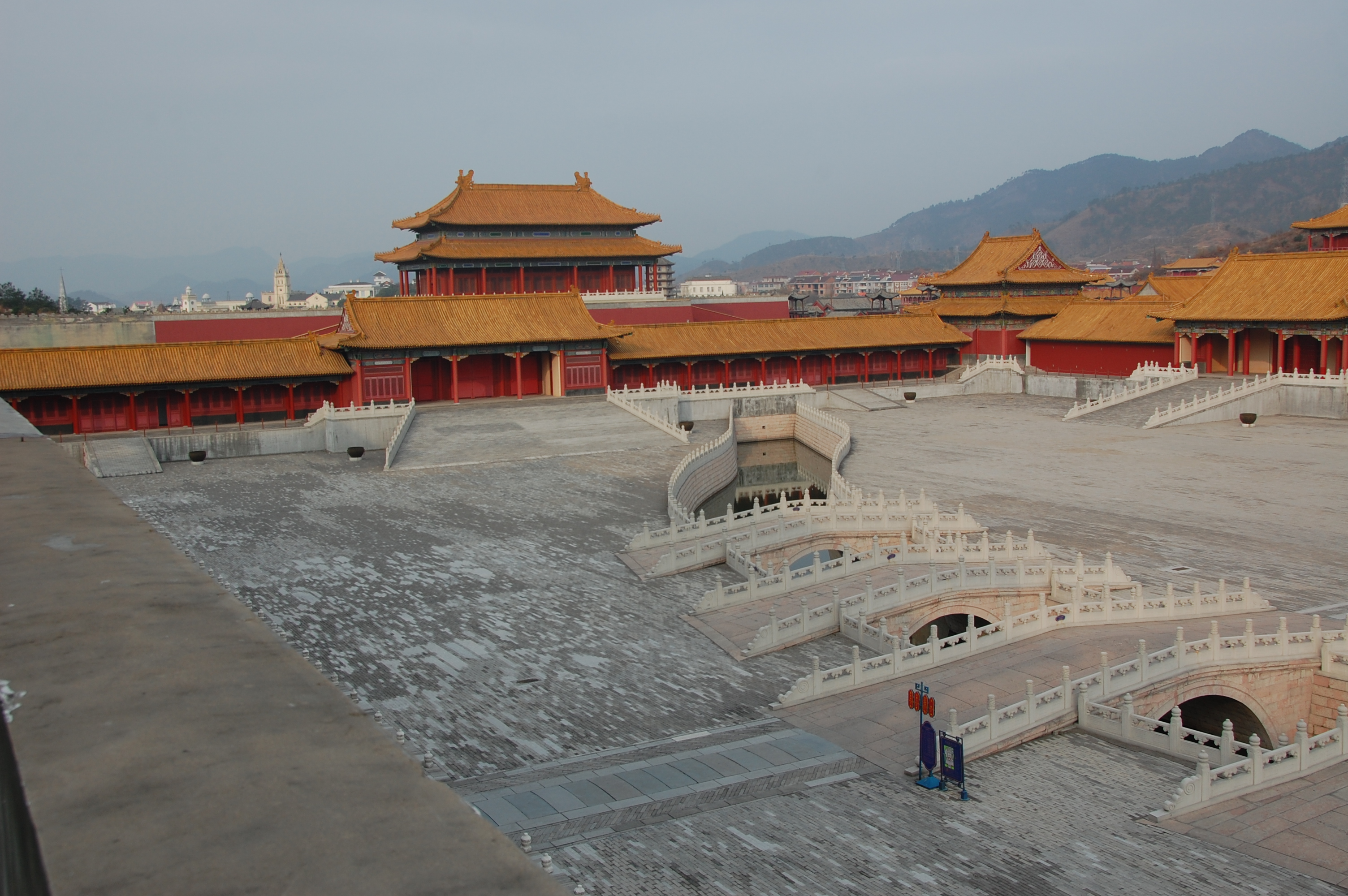
Reconstrucción de la Ciudad Prohibida en el estudio.

Hengdian World Studios (en chino, 横店影视城; pinyin, Héngdiàn Yǐngshì Chéng) es un estudio cinematográfico ubicado en la ciudad china de Hengdian, Zhejiang. El estudio, el más grande del mundo, es operado por Hengdian Group, fundado en 1996 por Xu Wen-rong. A veces llamado el "Hollywood de China", Xu convirtió cientos de acres de tierras agrícolas en el centro de Zhejiang en uno de los estudios cinematográficos más grandes de Asia. Su construcción comenzó a mediados de la década de 1990 y ha continuado desde entonces, con nuevas incorporaciones en constante desarrollo, incluso réplicas de la Ciudad Prohibida y el Antiguo Palacio de Verano. Una película sobre extras que trabajan en el estudio, I Am Somebody, fue estrenada en China en 2015.

## Descripción

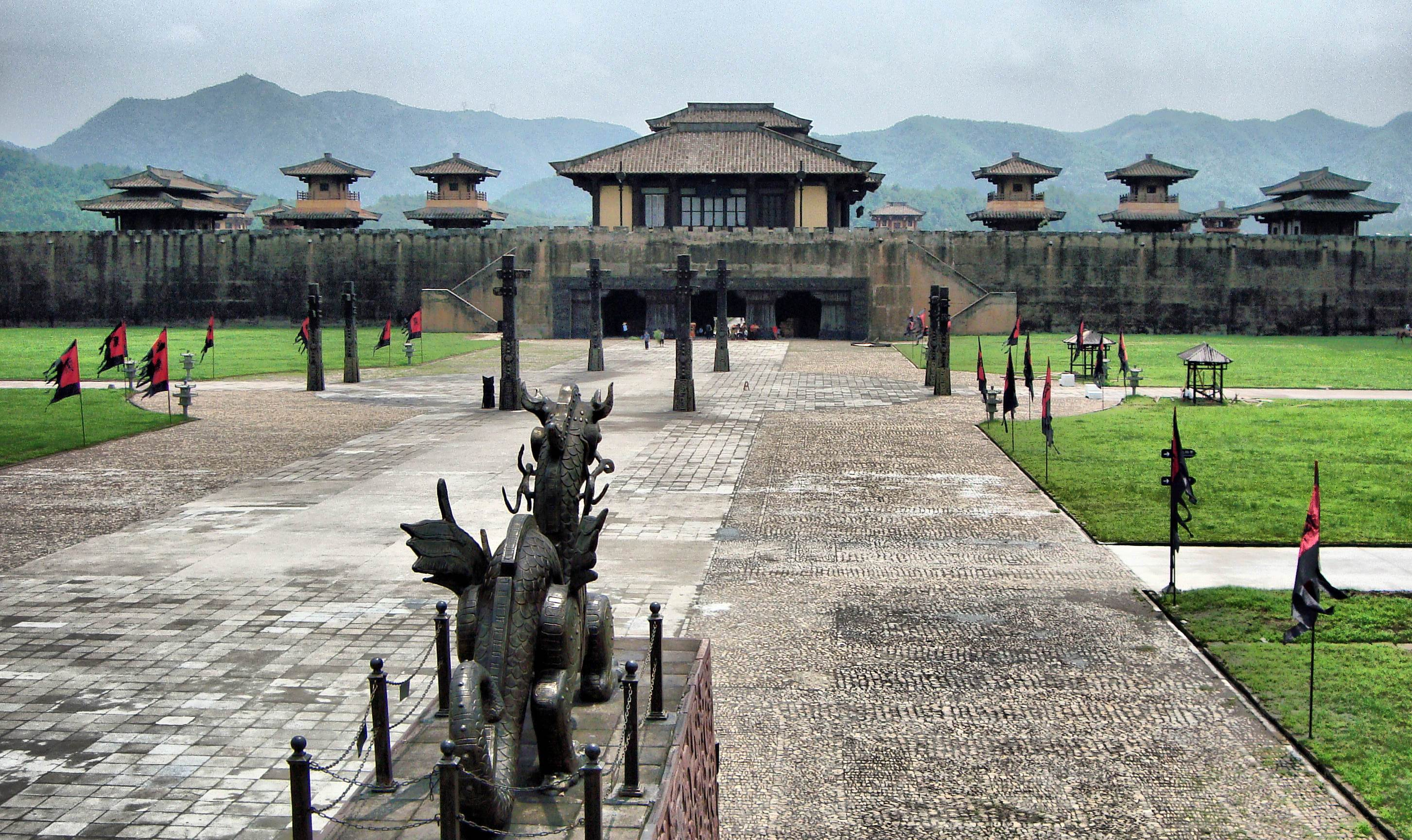
Reconstrucción del Palacio imperial de Qin.

El estudio se divide en trece secciones de rodaje y cuenta con una superficie total de hasta 330 hectáreas y áreas de construcción de 495,995 metros cuadrados. Además de su enorme tamaño, el estudio también ha alcanzado varios récords a lo largo de los años, incluido ser el estudio de grabación más grande del mundo, albergar la estatua de Buda de interior más grande de China y ser el estudio con el mayor número de películas y series de televisión filmadas allí.
Uno de los edificios más grandes del estudio es el Palacio Imperial construido siguiendo el estilo de las dinastías Qin y Han, el cual es usado con frecuencia para la filmación de películas y series basadas en dichas épocas. El director Zhang Yimou utilizó el edificio como telón de fondo del palacio del emperador Qin en la película Héroe de 2002. El estudio también se utilizó para la filmación de la película The Forbidden Kingdom, protagonizada por Jackie Chan y Jet Li. También se utilizó para el rodaje de la popular serie dramática coreana Empress Ki.
La gran cantidad de películas y series filmadas cada año en Hengdian ha impulsado significativamente el trabajo en las aldeas circundantes, mediante la contratación de aldeanos locales como extras.
Hengdian World Studios es una atracción turística popular, con atracciones como las áreas de Guangzhou y Hong Kong, el palacio del Emperador Qin, el Templo Dazhi y el palacio de las dinastías Ming y Qing.